# The Closest Thing to Crazy
A The Closest Thing to Crazy Katie Melua grúz származású brit énekesnő debütáló kislemeze. A dal Melua debütáló albumán, a Call off the Search-ön szerepelt. Először Mike Batt 1995-ös albumán, az Arabesque-n tűnt föl.
A kislemez eredetileg 2004 januárjában lett volna esedékes, de egy hónappal korábban Terry Wogan adta ki, hogy karácsonyi number one legyen belőle. Valójában a kislemez csak a tizedik helyet érte el az egyesült királysági slágerlistákon.

## Dalok
1. Closest Thing to Crazy (Mike Batt)
2. Downstairs to the Sun (Katie Melua)
3. Thank You, Stars (Mike Batt)

A javított CD-n a Closest Thing to Crazy videóklipje is rajta van.

## Munkatársak
- Katie Melua - gitár, ének
- Mike Batt - orgona, zongora, karmester
- Jim Cregan - gitár
- Tim Harries - basszus
- Irish Film Orchestra - zenekar
- Michael Kruk - dobok
- Alan Smale - vezető
- Chris Spedding - gitár
- Henry Spinetti – dobok
- Producer: Mike Batt
- Mérnök: Steve Sale
- Intéző: Mike Batt

## Slágerlisták
| Slágerlista (2004)                     | Helyezés |
| -------------------------------------- | -------- |
| Írországi kislemezek listája           | 4        |
| Hollandiai kislemezek listája          | 15       |
| Egyesült Királysági kislemezek listája | 10       |
| Európai hivatalos top 100              | 27       |

## Külső hivatkozások
- Katie Melua hivatalos honlap
- The Closest Thing to Crazy videóklip